# Surbundsbed
Et surbundsbed er et bed der er anlagt med det formål at have planter der bedst eller kun trives i sur jord, dvs. jord hvor pH er mellem 4,5 og 6. Mere specifikt vil formålet ofte være at kunne dyrke Rhododendron eller andre planter fra Lyng-familien.
Der findes dog en lang række forskellige typer surbundsbed.
Surbundsbed er ofte mere arbejdskrævende at anlægge, men mindre arbejdskrævende at vedligeholde sammenlignet med et traditionelt staudebed. Bl.a. er der mange typer almindeligt ukrudt der ikke trives eller trives dårligt i surbundsbedet.

## Jorden
Jordbunden er den definerende faktor ved surbundsbedet. Ofte bruges spagnum som tilsætning til plantebede for at skabe de rette surbundshold. Andre metoder til sænkning af pH kunne være ved hjælp tilsætning af svovl eller surt virkende kunstgødninger, som f.eks. svovlsur ammoniak.
Surbundsbedets jord skal også holdes konstant fugtig, men må normalt ikke blive våd. Det kan nemlig være problematisk, da f.eks. vandmættet spagnum kan være meget iltfattigt.
Mange planter, der hører til surbundsbedet, kommer fra bjergområder, og man kan med fordel iblande granitskærver eller lægge granit som større sten i bedet. Her skal man være forsigtig og må kun bruge sten der ikke indeholder kalk, f.eks. sandsten, granit, gnejs o.lign.
Ofte anlægges surbundsbeddet af denne grund med en membran under, mens det øverste lag lægges, så det ligger over den omgivende jordoverflade. Bedet kan enten anlægges hvælvet eller omkranset af sten, klyner eller rafter. Membranen forhindrer vand i et trænge fra surbundsbedet ud i den omgivende jord, og forsinker også nedbrydningen af spagnumet. Den lidt forhøjede overflade forhindrer at der kommer stående vand i forbindelse med kraftig regn.
Et surbundsbed anlægges ofte i let til vandrende skygge, dels fordi mange planter foretrækker dette, dels fordi man derved begrænser fordampningen og dermed behovet for vanding.
Endelige vælger man ofte at dække med et lag barkflis. Det tilfører både næringsstoffer, når det omsættes, holder på fugtigheden og er med til at begrænse ukrudtet.

## Typer
Et traditionelt surbundsbed vil ofte have en blanding af f.eks. Rhododendron og forskellige arter fra Lyng-familien. Heri ser man ofte indplantet forskellige arter af Bølle, f.eks. Tyttebær eller Blåbær. Forskellige dværgformer af Nåletræer er også et almindeligt islæt. Et sådant bed anlægges typisk i delvis eller vandrende skygge, da f.eks. visse Rhododendron svides, hvis de står i fuld sol midt på dagen. (Andre Rhododendron tåler dog fint at stå i fuld sol, hvis bare jorden holdes fugtig nok)
Et lyngbed eller hedebed anlægges omvendt så det har så lidt skygge som muligt. Danske og andre nord-europæiske former tåler eller ligefrem fordrer fuld sol. Man skal dog være opmærksom på, at langt fra alle typer lyng tåler udtørring, og at selv de typer, der tåler det, ikke bliver pæne, hvis de får lov at tørre helt ud. Man skal derfor være grundig med vanding i et sådant bed. Her anvendes typisk spagnum iblandet sand.
Et surbundsskovbed eller højnordisk surbundsbed har planter som man kender fra nåleskovene i Norge og Sverige. Det kan anlægges i forbindelse med større nåletræer der er stammet op, men det er ikke et krav. Delvis eller vandrende skygge er dog en forudsætning, og Skovfyr er et godt valg som overstander. Et sådant bed er ideelt til dyrkning af f.eks. Mose-Post, Tyttebær og Blåbær.
Surbundsstenbedet er et specialbed, hvor man har mange sten og grus iblandet spagnum. Dette bed er ideelt til en lang række alpine planter. Dette bed anlægges som regel i fuld sol, men med stenene placeret sådan at de giver lokal skygge i mindre områder. Rigelig vanding er vigtig, og nogle planter skal ligefrem stå i våd jord.

## Planter
Der findes et ret stort udvalg af planter der er velegnede til surbundsbedet, men nogle af de almindeligste plantegrupper er:
- Rhododendron – små, mellemstore og store buske med smukke blade og blomster. Der findes både stedsegrønne og løvfældende arter og sorter
- Lyng – f.eks. Vår-Lyng, Klokke-Lyng og Hedelyng. Man kan vælge en kombination af lyng, så man har blomstrende lyng hele året
- Diverse små frugtbuske i Bølle-slægten, f.eks. Storfrugtet Blåbær, Tyttebær og Storfrugtet Tranebær
- En række andre planter f.eks. Bjergte (Gaultheria) , Druelyng (Leucothoë), Kalmia, Pagodebusk (Enkianthus), Revling og Rosmarinlyng
- Se også Kategori:Surbundsplanter